# Peire Authié
Peire Authié, Peire Autier, ou Pierre Authié, né vers 1245 à Ax-les-Thermes (dans l'actuelle Ariège), est l'un des tout derniers « bons hommes amis de Dieu » pourchassés par l'Inquisition de l'Église catholique comme hérétiques en Languedoc au XIVe siècle. Arrêté par l'inquisiteur de Carcassonne, Geoffroy d'Ablis, en 1309, il est jugé et condamné au bûcher par le même inquisiteur et par Bernard Gui, inquisiteur de Toulouse, le 9 avril 1310 à Toulouse.

## Biographie
Notaire à Ax-les-Thermes, en Sabarthès, il semble avoir appartenu à l'entourage du comte de Foix. Après un séjour en Lombardie, où il côtoie probablement des hérétiques locaux manichéens ou bogomiles, il revient en Languedoc toulousain en 1300 profitant des flux de pèlerins entre la France et l'Italie plus nombreux en raison du premier Jubilé proclamé cette année-là par le pape Boniface VIII. Près de 60 ans après la chute de Montségur, il y mène une activité apostolique dissidente et clandestine avant son arrestation pendant l'été 1309.
Assisté de son frère Guilhem et de son fils Jacme, ainsi que de nombreux partisans, il est le principal animateur de la dissidence religieuse dans la région à cette époque, la dernière avant l'extinction de l'hérésie cathare. Réfugié en 1308 à Verlhac-Tescou chez Pierre de Clairac et Bertrand Salès,, il échappa longtemps aux poursuites, mais fut dénoncé, arrêté à Beaupuy par l'Inquisition et brûlé vif à Toulouse le 9 avril 1310. Son témoignage s’achève sur cette déclaration : « Dans le monde il y a deux Églises : l’une fuit et pardonne, l’autre possède et écorche ». Son frère Guillaume et son fils Jacques furent également condamnés au bûcher pour hérésie.